# Кипучая Криница
Кипучая Криница (укр. Кипуча Криниця) — посёлок в Кальмиусском районе Донецкой области Украины. Под российской оккупацией.

## География

#### Соседние населённые пункты по странам света
С: —
СЗ: Зерновое, Песчаное
СВ: Старобешево, Вознесенка
З: Стыла
В: Подгорное, город Комсомольское, Петровское (Петровский сельский совет)
ЮЗ: Петровское (Стыльский сельский совет)
ЮВ: Родниково (примыкает), Раздольное
Ю: —

## Население
Население по переписи 2001 года составляло 32 человека.

## Общие сведения
Почтовый индекс — 87241. Телефонный код — 6253. Код КОАТУУ — 1424586009.

## Местная власть
87250, Донецкая область, Кальмиусский р-н, г. Кальмиусское, ул. Ленина, д.10а